# Agustí Rigalt i Cortiella

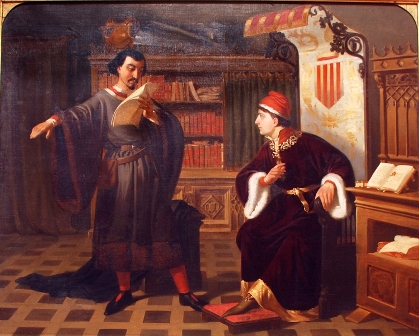
Ausiàs March i el príncep de Viana, exposada a Vilanova i la Geltrú

Agustí Rigalt i Cortiella (Barcelona, 1836 - 24 de gener de 1899) fou un pintor català, fill del conegut pintor Lluís Rigalt i Farriols i de Anna Cortiella. Es va especialitzar a la pintura paisatgística i religiosa, tot i que destacà en la decoració de vitralls.
Estudià a l'Escuela Especial de Pintura de Madrid, i a l'Escola de la Llotja de Barcelona. Com a companys tenia a Josep Tapiró, Antoni Caba, Francesc Sans Cabot, Jeroni Suñol, els germans Vallmitjana. Durant els seus estudis a Roma, fou amic de Marià Fortuny i Marsal. Pintà paisatges i obres de temàtica religiosa. A més de pintura de cavallet, va dedicar-se a la pintura decorativa i a la realització dels projectes de vidrieres de molts temples de Barcelona. Realitzà dos plafons decoratius del Teatre del Liceu destruïts en el darrer incendi. També és obra seva la capella de Sant Jordi del palau de la Generalitat de Catalunya. A Catalunya es poden trobar obres seves exposades en diferents institucions públiques, entre elles el Museu Nacional (MNAC) i la Biblioteca Museu Víctor Balaguer de Vilanova i la Geltrú. Es va casar amb Emília Buxeres. Va morir el 24 de gener de 1899 als 62 al carrer Escudellers, 82 d'embòlia cerebral.